# گرانیت (کلرادو)
گرانیت (به انگلیسی: Granite) یک منطقهٔ مسکونی در ایالات متحده آمریکا است که در شهرستان چافی، کلرادو واقع شده‌است. گرانیت ۲٬۷۴۷ متر بالاتر از سطح دریا واقع شده‌است.